# 偏近點角
偏近點角 (Eccentricity Anomaly) 是在軌道上的天體現在的位置投影在垂直於橢圓半長軸的外接圓上，並從橢圓的中心量度和近拱點（periapsis）方向之間的角度。在下圖中的標示為E（角zcx）。

用於本文的變數

## 計算
在太空動力學，偏近點角E可以由下式計算得到：
{\displaystyle E=\arccos {{1-\left|\mathbf {r} \right|/a} \over e}}
此處：
- {\displaystyle \mathbf {r} \,\!}是軌道上天體的位置向量。(線段sp),
- {\displaystyle a\,\!}是軌道的半長軸（線段cz），和
- {\displaystyle e\,\!} 是軌道的離心率。

對平近點角M，E和M的關係是：
{\displaystyle M=E-e\cdot \sin {E}.\,\!}
這個方程式可以重新解出，從{\displaystyle E_{0}=M}開始，並使用{\displaystyle E_{i+1}=M+e\,\sin E_{i}}的關係。
將這個方程式的{\displaystyle e}以級數展開，當{\displaystyle e<0.6627434}時，最初的幾項是：
- {\displaystyle E_{1}=M+e\,\sin M}
- {\displaystyle E_{2}=M+e\,\sin M+{\frac {1}{2}}e^{2}\sin 2M}
- {\displaystyle E_{3}=M+e\,\sin M+{\frac {1}{2}}e^{2}\sin 2M+{\frac {1}{8}}e^{3}(3\sin 3M-\sin M)}.

還有其他更有效率的解決方法，可以作為推導的參考（參見Murray and Dermott ，1999, p.35），詳細的推導過程和{\displaystyle e}在數學上的極限值可以參考Plummer (1960, section 46)。
對真近點角T，E和T的關係是：
{\displaystyle \cos {T}={{\cos {E}-e} \over {1-e\cdot \cos {E}}}}
或相等於
{\displaystyle \tan {T \over 2}={\sqrt {{1+e} \over {1-e}}}\tan {E \over 2}.\,}
半徑（位置向量大小）和近點角的關係是：
{\displaystyle r=a\left(1-e\cdot \cos {E}\right)\,\!}
和
{\displaystyle r=a{(1-e^{2}) \over (1+e\cdot \cos {T})}.\,\!}